# Ujur
Ujur (en rus Ужур) és una ciutat del krai de Krasnoiarsk, a Rússia. Es troba a la vora del riu Ujurka Txernavka, a 209 km al sud-oest de Krasnoiarsk.

## Història
Ujur es fundà el 1760. Aconseguí l'estatus de possiólok el 1942 i el de ciutat el 1953.

## Demografia
| 1959   | 1970   | 1979   | 1989   | 2002   | 2010   | 2012   | 2015   |
| ------ | ------ | ------ | ------ | ------ | ------ | ------ | ------ |
| 23 511 | 24 533 | 28 604 | 28 376 | 17 252 | 16 093 | 15 839 | 15 538 |